# سعد الوليد
سعد الوليد (1 يناير 1992 - 20 ديسمبر 2021) لاعب كرة قدم كويتي سابق، لعب في مركز الوسط، لعب لنادي الجهراء ومنتخب الكويت لكرة القدم.

## وفاته
توفي في يوم الاثنين 16 جمادى الأولى 1443 هجريًّا، الموافق 20 ديسمبر 2021 ميلاديًّا عن عمر ناهز 29 عامًا، بعد معاناته مع المرض إثر حقنه بإبرة لعلاج ديسك الرقبة في يناير عام 2019 ما أدى لإصابته بالشلل، نُقل بعدها للولايات المتحدة للعلاج حيث أمضى نحو عام فيها قبل أن يعود في مايو 2020 إلى الكويت ويُتوفى فيها.

## وصلات خارجيَّة
- سعد الوليد على موقع كووورة.